# Dorasan
Dorasan eller Doraberget, 156 meter hög kulle Inmjinflodens södra bank i Paju, Sydkorea. Berget ligger nära gränsen till Nordkorea och den demilitariserade zonen. 
Kullens namn kan översättas som "Sillas stadsberg" och enligt legenden så bodde den sista sillakungen, Gyeongsun, nära kullen efter att han abdikerade till förmån för Taejo av Goryeo. När han inte kunde återvända till Silla sades kung Gyeongsun ha vandrat till toppen av Dorasan och gråtit för sitt hem i Gyongju. På grund av denna historiska betydelse fick kullen ge namn åt järnvägsstationen Dorasan.